# Kat

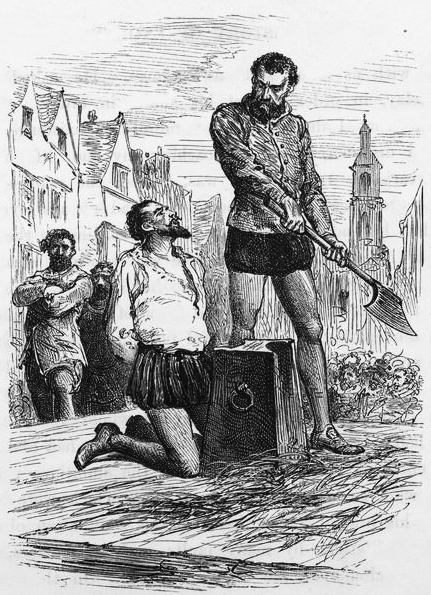
Kat wykonujący wyrok śmierci na Walterze Raleighu, (XIX w. rycina)

Kat – człowiek, który zawodowo zajmuje się głównie wykonywaniem wyroków, skazujących na kary cierpienia, okaleczenia i na karę śmierci. Poza torturami, traktowanymi jako środek karny, kaci zajmowali się również zadawaniem cierpienia w celu wymuszenia zeznań.
Instytucja kata wykształciła się we wszystkich społeczeństwach znajdujących się na wyższym stopniu rozwoju, w Europie najpierw pojawiła się na zachodzie kontynentu, w Polsce od ok. XI-XIII wieku urząd przeznaczony do wykonywania wyroku sądów miejskich według artykułów prawa magdeburskiego. 
Od późnego średniowiecza do obowiązków kata należały również pewne zagadnienia sanitarne w mieście, zwłaszcza usuwanie padliny (nie czynił on jednak tego osobiście, ale zajmowali się tym jego pomocnicy, czyli hycle). W wielu miastach, zwłaszcza na zachodzie Europy, kat miał często obowiązek (zwykle połączony z monopolem w tym zakresie) prowadzenia domu publicznego.
Od XVIII/XIX wieku, tj. od zniesienia tortur, kaci zajmowali się jedynie wykonywaniem wyroków śmierci.

## Charakterystyka zawodu

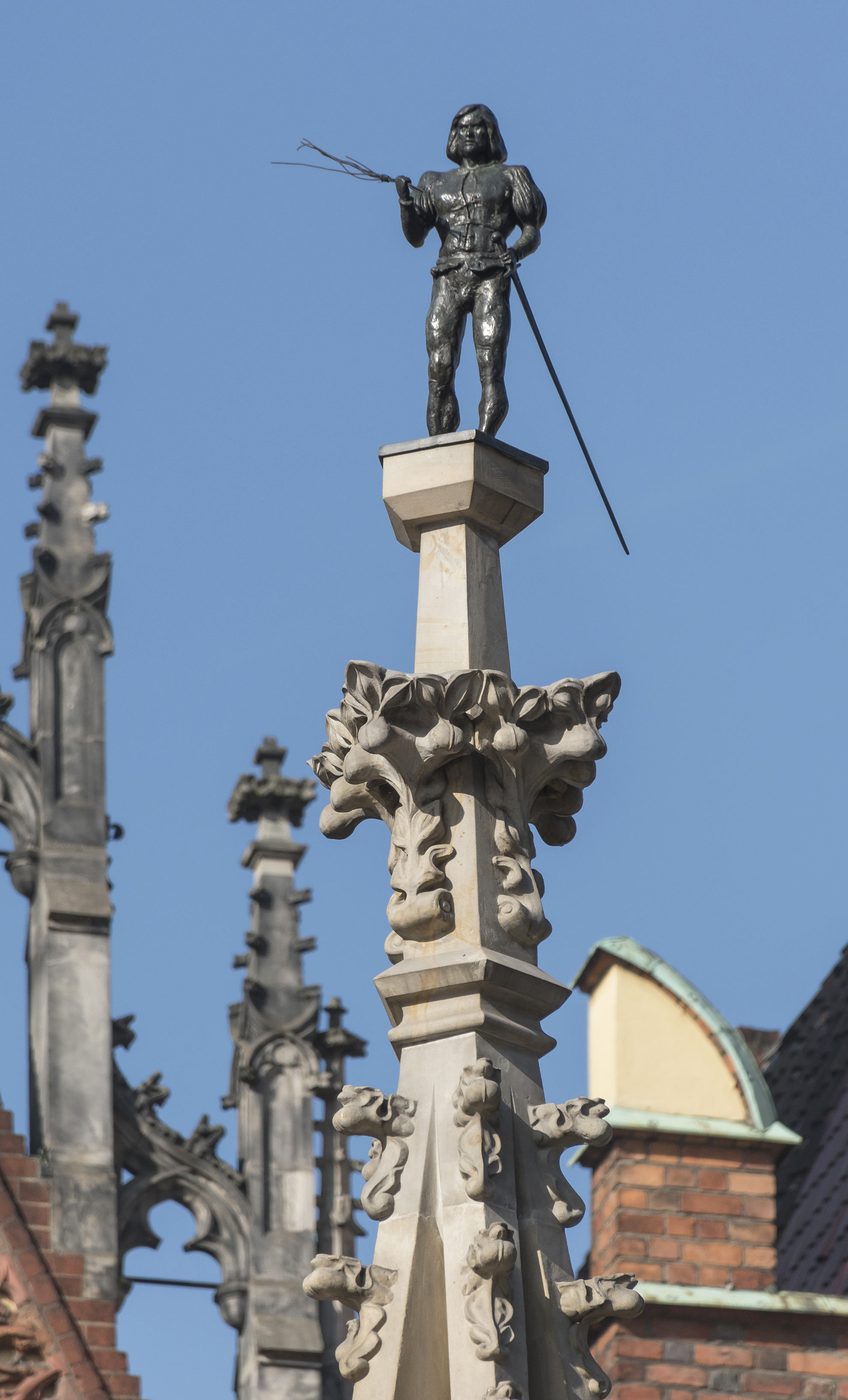
Figurka kata na historycznym pręgierzu we Wrocławiu

XVI-wieczny, europejski miecz katowski bez sztychu, Szwecja

Instytucja kata w największym stopniu wyodrębniła się w Europie. Od średniowiecza na kontynencie tym kat m.in. posiadał określoną, odrębną niż u innych obywateli odzież. Ubrany zazwyczaj w jaskrawy strój, przywdziewał kaptur koloru czarnego lub czerwonego i przeprowadzał egzekucję. Rodzaj kary śmierci zależał w średniowieczu od stanu skazanego – rycerzy i możnowładców ścinano mieczem katowskim. Uważano, że mieszczanie nie zasługują na taki zaszczyt, i do wykonania na nich wyroku używano toporów (to mogło być również dodatkowym sposobem na poniżenie jakiegoś rycerza, który dopuścił się szczególnie haniebnych czynów – nie tylko skazywano go na śmierć, ale i odbierano mu tytuł, wynikający z pochodzenia), a chłopów po prostu wieszano. Ta „tradycja” niejako przetrwała do dzisiaj – w niektórych krajach zdrajców się wiesza, natomiast „godniejszą” może być śmierć przez rozstrzelanie. Przykładem tej tradycji jest egzekucja Saddama Husajna. W późniejszych wiekach ścinano skazańców na gilotynie. Kat zajmował się również przesłuchiwaniem podejrzanych, torturowaniem, wymierzał kary chłosty, pręgierza czy łamania kołem.
W średniowieczu zawód kata był elitarny, aczkolwiek kat i jego rodzina byli dotknięci infamią społeczną. Do jego wykonywania wymagane były posiadanie dużej wiedzy, obejmującej m.in. umiejętność czytania i pisania oraz znajomość anatomii. Odpowiednie wykształcenie było konieczne do właściwego wykonywania obowiązków związanych ze stosowaniem tortur – na etapie przesłuchania musiały być one bolesne, lecz raczej nie wiążące się z trwałym kalectwem, zaś na etapie egzekucji – nie mogły spowodować przedwczesnej śmierci skazanego. 
Z czasem kaci w ramach swoich obowiązków mieli łapać bezpańskie zwierzęta (psy i koty), co spowodowało poniżenie tego stanowiska. W razie potrzeby kaci nastawiali złamania i zwichnięcia.

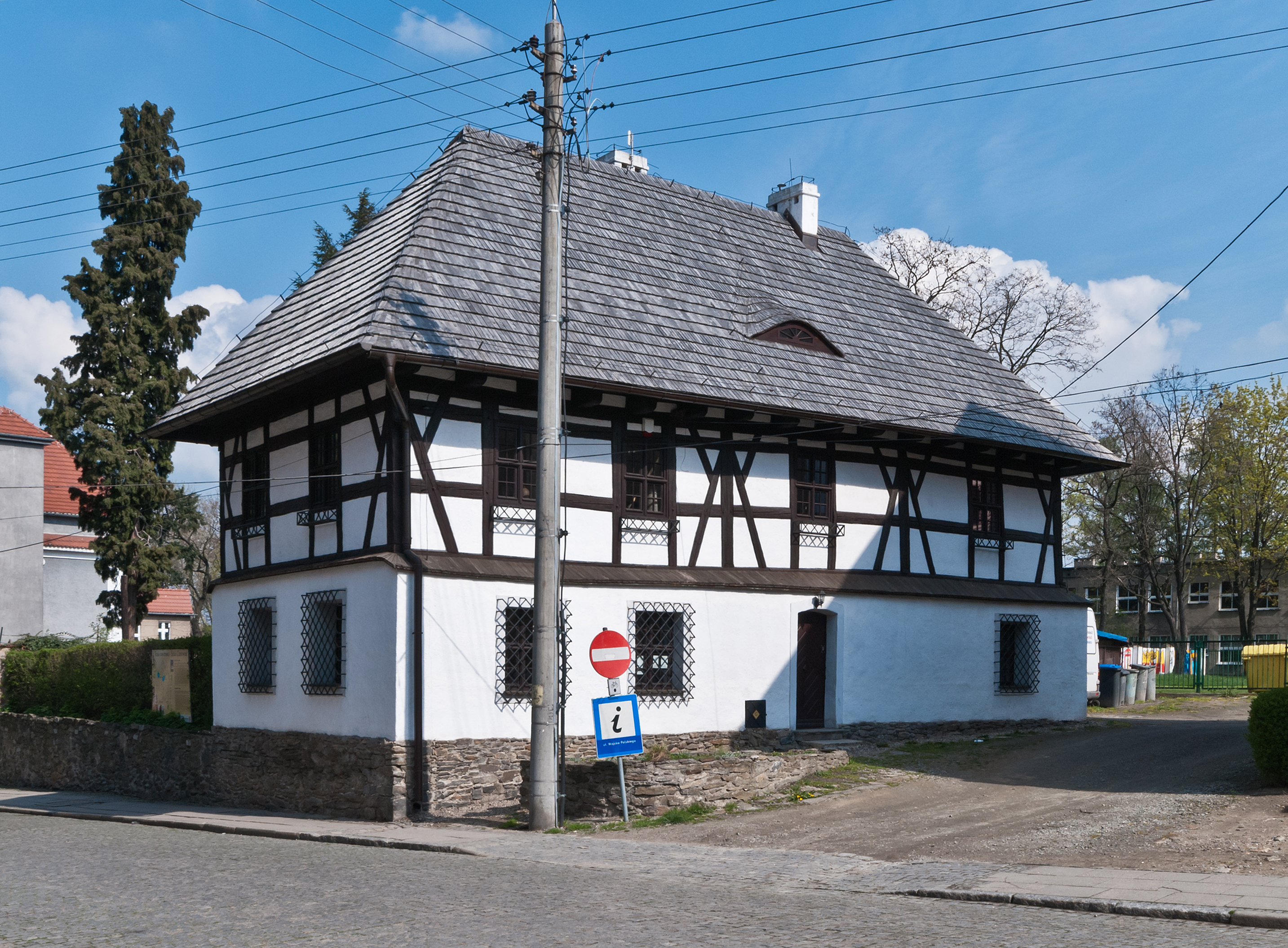
Dawny dom kata miejskiego w Paczkowie

W Bieczu znajdowała się Baszta Katowska – budynek dawniej należący do cechu katów, mistrzowie z Biecza byli cenieni i wypożyczani na egzekucje do innych miast, oraz szkolili uczniów.

## Notka językowa
W źródłach sądowych słowo występuje m.in. jako tortor, executor, suspensor justitiae, carnifex civilis, animadversor, minister publicus, minister justitiae, oprawca, siepacz, łapacz, carnifex lub po prostu „mistrz”. Polski wyraz kat, podobnie jak w językach czeskim, słowackim i łużyckim jest zapożyczeniem z języka niemieckiego gat, nhd. Gatte.
W języku polskim nie ma wielkiego rozróżnienia, prawie zawsze mowa jest o kacie, niezależnie od sposobu, w jaki zadaje on śmierć skazanemu. Natomiast np. w języku angielskim kat, który wykonuje wyrok przez powieszenie nazywany jest hangman, zaś ścinający głowy headsman. W niektórych stanach USA, które stosowały karę śmierci na krześle elektrycznym, kat określany był jako state electrician (stanowy elektryk) (zob. Robert Elliott). 